# Lawrence Makoare
Lawrence Makoare (ur. 20 marca 1968) – nowozelandzki aktor filmowy, Maorys. Znany głównie z ról czarnych charakterów w filmach Petera Jacksona na podstawie książek Tolkiena.

## Filmografia
- Rapa Nui (1994) – Atta
- Droga straceńców (1999) – Grunt
- Zielony klejnot (serial 1999) – Rameka
- Cena mleka (2000) – Siostrzeniec
- Władca Pierścieni: Drużyna Pierścienia (2001) – Lurtz
- Śmierć nadejdzie jutro (2002) – Pan Kil
- Władca Pierścieni: Powrót króla (2003) – Czarnoksiężnik z Angmaru, Gothmog
- The Ferryman (2007) – Snake
- Hobbit: Pustkowie Smauga (2013) – Bolg

## Życie prywatne
Makoare jest żonaty i ma pięcioro dzieci: Sharai, Hore, Harley, Billiego i Jesse.

## Inne informacje
- Ma 193 cm wzrostu.
- Rolę Bolga w Hobbicie przejął po Conanie Stevensie.